# Caitríona Balfe

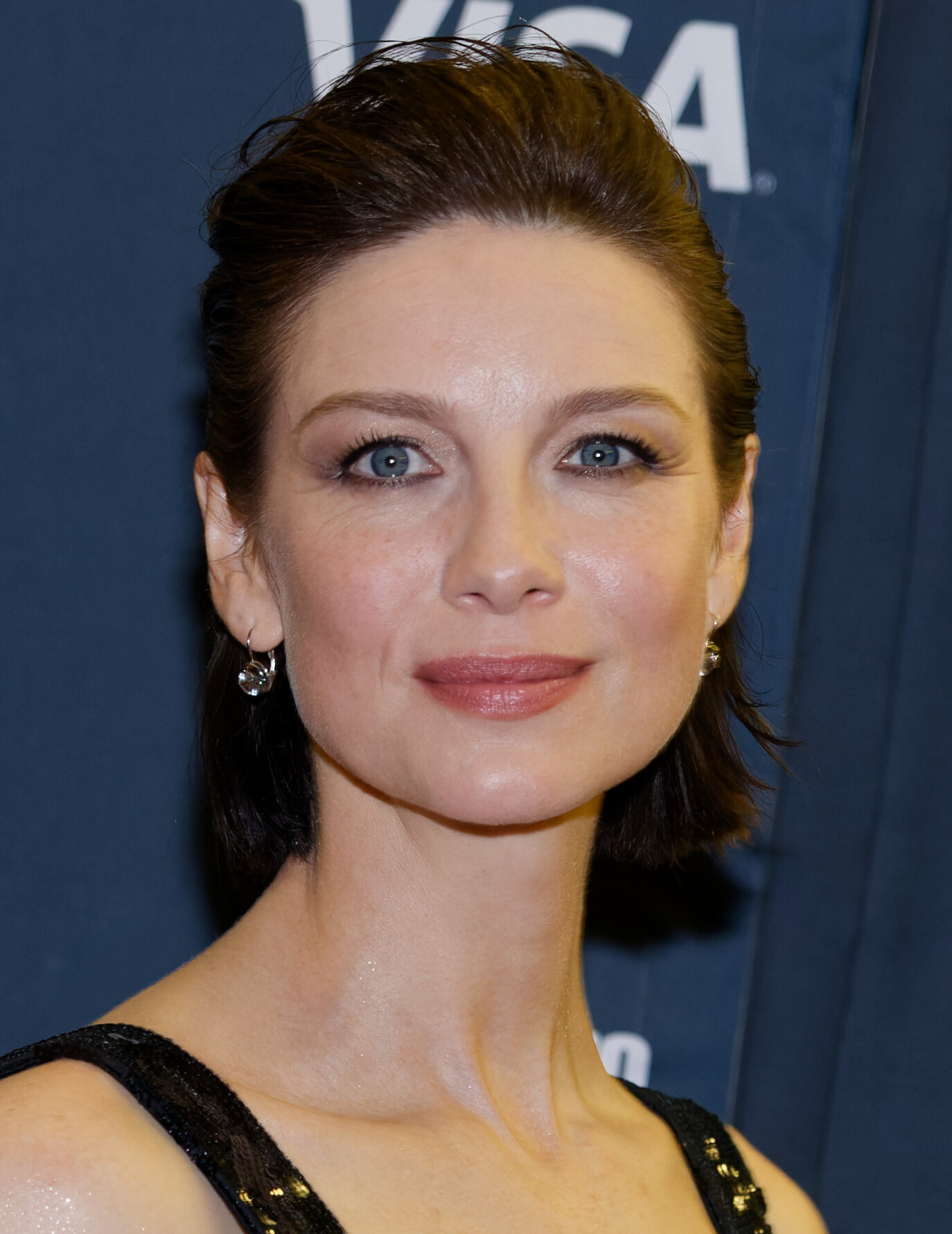
Caitríona Balfe (2024)

Caitríona Mary Balfe (* 4. Oktober 1979 in Dublin) ist eine irische Schauspielerin und ein ehemaliges Model.

## Leben und Karriere
Balfe wurde in Dublin geboren und wuchs in einer siebenköpfigen Familie in Tydavnet, in der Nähe von Monaghan auf. Sie wurde von einem Agenten entdeckt, als sie Spenden vor einem ortsansässigen Supermarkt sammelte, und startete so ihre Modelkarriere. Zwischen 2000 und 2008 war Balfe auf etwa 200 Modeschauen in New York, Mailand und Paris zu sehen, darunter für die Modehäuser Chanel, Givenchy, Gucci, Louis Vuitton und Versace. Zudem war sie Werbegesicht von Calvin Klein, H&M und Roberto Cavalli. 2010 debütierte sie als Schauspielerin in einer kleineren Nebenrolle in J. J. Abrams’ Science-Fiction-Film Super 8. Seit 2014 gehört sie als Claire Randall zur Besetzung der Fernsehserie Outlander nach der Highland-Saga von Diana Gabaldon. 2016 trat sie neben Julia Roberts und George Clooney in Jodie Fosters Money Monster auf.
Im Jahr 2022 wurde sie in die Academy of Motion Picture Arts and Sciences (AMPAS) berufen, die alljährlich die Oscars vergibt.
Privat ist sie etwa seit Beginn des Jahrtausends mit dem Schotten Tony McGill liiert, gibt über die Beziehung aber nur wenig öffentlich bekannt. 2019 heiratete das Paar und 2021 brachte Balfe ihren Sohn zur Welt.

## Filmografie (Auswahl)
- 2010: Lust Life (Kurzfilm)
- 2011: Super 8
- 2012: The Wolf (Kurzfilm)

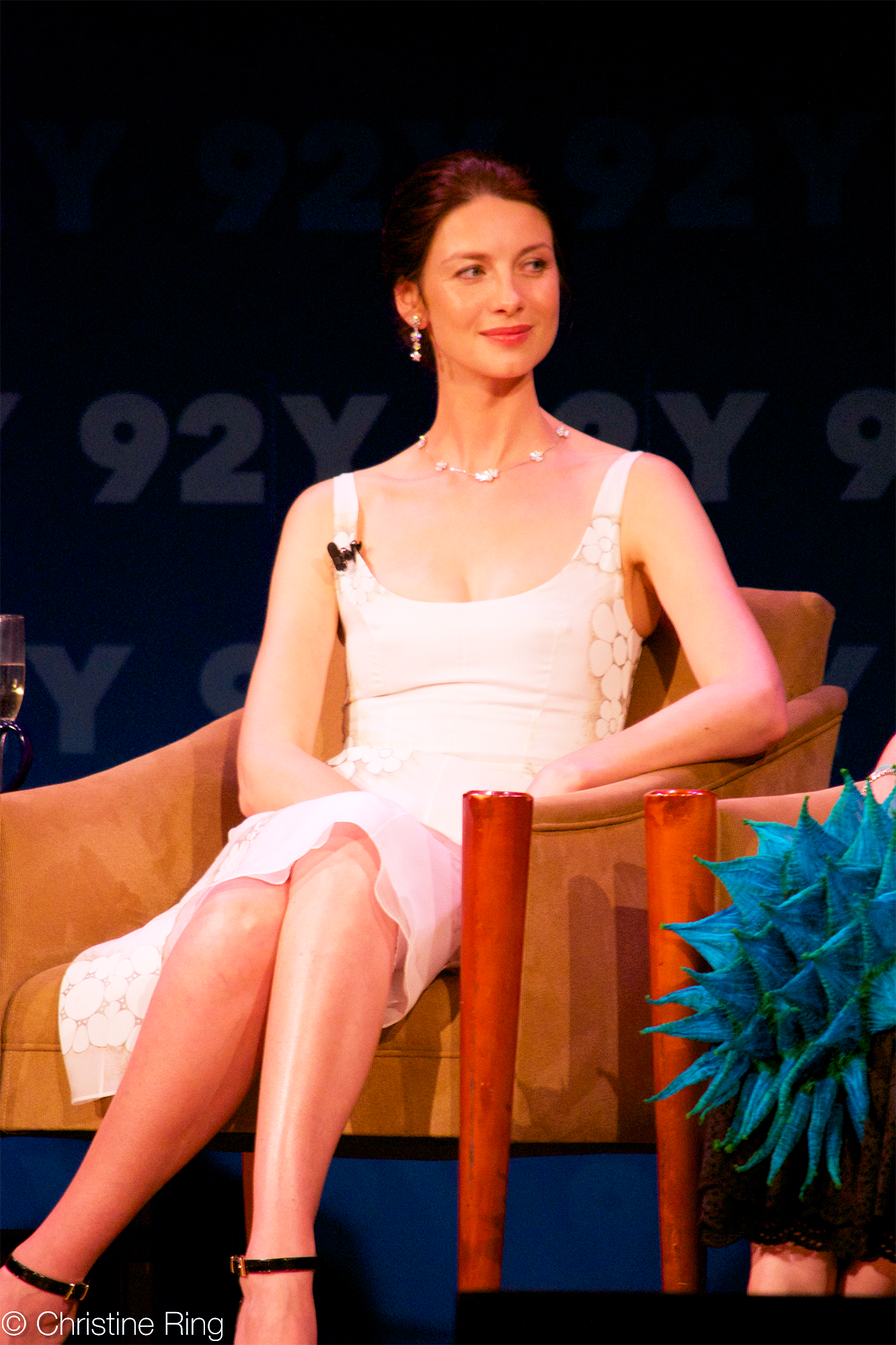
Caitríona Balfe bei der Episoden-Premiere von Outlander (2014)

- 2012: The Beauty Inside (Miniserie, fünf Folgen)
- 2012: H+: The Digital Series (Webserie, sieben Folgen)
- 2013: Crush
- 2013: Die Unfassbaren – Now You See Me (Now You See Me)
- 2013: Escape Plan
- seit 2014: Outlander (Fernsehserie)
- 2015: The Price of Desire
- 2016: Money Monster
- 2019: Le Mans 66 – Gegen jede Chance (Ford v Ferrari)
- 2019: Der dunkle Kristall: Ära des Widerstands (The Dark Crystal: Age of Resistance, Fernsehserie, neun Folgen, Stimme)
- 2021: Belfast
- 2024: The Cut
- 2025: The Amateur

## Auszeichnungen (Auswahl)
British Academy Film Award
- 2022: Nominierung als beste Nebendarstellerin für Belfast

British Independent Film Award
- 2022: Nominierung als beste Hauptdarstellerin für Belfast

Critics’ Choice Movie Award
- 2022: Nominierung als beste Nebendarstellerin für Belfast

Golden Globe Award
- 2016: Nominierung als beste Serienhauptdarstellerin – Drama für Outlander
- 2017: Nominierung als beste Serienhauptdarstellerin – Drama für Outlander
- 2018: Nominierung als beste Serienhauptdarstellerin – Drama für Outlander
- 2019: Nominierung als beste Serienhauptdarstellerin – Drama für Outlander
- 2022: Nominierung als beste Nebendarstellerin für Belfast

Irish Film and Television Award
- 2015: Nominierung als beste Hauptdarstellerin – Drama für Outlander
- 2016: Nominierung als beste Hauptdarstellerin – Drama für Outlander
- 2017: Nominierung als beste Hauptdarstellerin – Drama für Outlander
- 2018: Auszeichnung als beste Hauptdarstellerin – Drama für Outlander
- 2020: Nominierung als beste Hauptdarstellerin – Drama für Outlander
- 2020: Nominierung als beste Nebendarstellerin – Film für Le Mans 66 – Gegen jede Chance
- 2022: Nominierung als beste Nebendarstellerin – Film für Belfast
- 2023: Nominierung als beste Hauptdarstellerin – Drama für Outlander
- 2024: Nominierung als beste Hauptdarstellerin – Fernsehdrama für Outlander[6]

People’s Choice Award
- 2016: Auszeichnung als beliebteste Sci-Fi/Fantasy-TV-Darstellerin für Outlander
- 2017: Auszeichnung als beliebteste Sci-Fi/Fantasy-TV-Darstellerin für Outlander

Saturn Award
- 2015: Auszeichnung als beste TV-Hauptdarstellerin für Outlander
- 2016: Auszeichnung als beste TV-Hauptdarstellerin für Outlander
- 2017: Nominierung als beste TV-Hauptdarstellerin für Outlander
- 2018: Nominierung als beste TV-Hauptdarstellerin für Outlander
- 2019: Nominierung als beste TV-Hauptdarstellerin für Outlander
- 2021: Auszeichnung als beste TV-Hauptdarstellerin für Outlander
- 2022: Nominierung als beste TV-Hauptdarstellerin für Outlander
- 2024: Auszeichnung als beste TV-Hauptdarstellerin für Outlander

Screen Actors Guild Award
- 2022: Nominierung als beste Nebendarstellerin für Belfast